# Kai Heerings
Kai Heerings (* 12. ledna 1990, Amsterdam, Nizozemsko) je nizozemský fotbalový obránce, od roku 2017 hráč německého klubu FC 08 Homburg.
Hraje na postu stopera (středního obránce).

## Klubová kariéra
Profesionální kariéru zahájil v klubu FC Utrecht v roce 2011. V roce 2015 přestoupil do SC Cambuur, odkud v roce 2016 hostoval v týmu Helmond Sport. Následně působil v rakouském SKN St. Pölten a od roku 2017 v německém FC 08 Homburg.